# Nová Dubnica
Nová Dubnica er en by i det vestlige Slovakiet. Byen ligger i regionen Trenčín. Den ligger kun 140 kilometer fra den slovakiske hovedstad Bratislava. Byen har et areal på 11,25 km² og en befolkning på 10.381(2024) indbyggere.

## Eksterne links
- Officiel hjemmeside

- Wikimedia Commons har flere filer relateret til Nová Dubnica